# Lisa De Leeuw
Lisa De Leeuw, pseudonimo di Lisa Trego (Moline, 3 luglio 1958 – 11 novembre 1993), è stata un'attrice pornografica statunitense.

## Biografia
Lisa De Leeuw entra nel mondo del porno grazie al suo ragazzo, gestore di un cinema a luci rosse. Inizialmente riluttante, Lisa decide di provare e debutta nel film del 1979 800 Fantasy Lane. Diventa presto molto apprezzata dai fan per via del suo look e delle sue prestazioni. Appare in molti film della cosiddetta "età dell'oro del porno" ed è una delle prime attrici a firmare un contratto di esclusiva con la casa di produzione cinematografica Vivid Entertainment. Inserita nella Hall of Fame degli AVN sin dalla sua fondazione, nel 1993 fa parte anche di quella degli XRCO.

### Morte
Lisa De Leeuw è morta l'11 novembre 1993 per complicazioni dovute all'AIDS, malattia che avrebbe contratto a causa della sua dipendenza da droghe.

## Riconoscimenti
- AVN Awards
  - 1985 – Best Supporting Actress (film) per Dixie Ray, Hollywood Star[2]
  - 1986 – Best Couples Sex Scene (film) per Ten Little Maidens con Amber Lynn, Ginger Lynn, Janey Robbins, Nina Hartley, Eric Edwards, Harry Reems, Jamie Gillis, Paul Thomas e Richard Pacheco[3]
  - 1986 – Best Supporting Actress (film) per Raw Talent[4]
  - AVN Hall of Fame[5]
- XRCO Award
  - 1993 – Hall of Fame[6]
- Altri riconoscimenti
  - CAFA Award 1981 – Best Supporting Actress per Sui marciapiedi di New York
  - CAFA Award 1982 – Best Supporting Actress per Blonde Heat
  - AFAA Award 1986 – Best Supporting Actress per Raw Talent

## Filmografia
- Girls From Charlie Company ( )
- Lisa's Girls ( )
- Feelings (II) (1977)
- Homecoming (1978)
- Making of a Star (1978)
- Stranger in Town (1978)
- 800 Fantasy Lane (1979)
- Heavenly Desire (1979)
- Nanci Blue (1979)
- Natural Lamporn's Frat House (1979)
- Olympic Fever (1979)
- Pink Champagne (1979)
- Pro-Ball Cheerleaders (1979)
- Ballgame (1980)
- Best of Porno (1980)
- Coed Fever (1980)
- Downstairs Upstairs (1980)
- Garage Girls (1980)
- Ladies Night (1980)
- Limited Edition 10 (1980)
- Limited Edition 9 (1980)
- October Silk (1980)
- On White Satin (1980)
- Over Easy (1980)
- Plato's The Movie (1980)
- Pleasure Productions 1 (1980)
- Rolls Royce 1 (1980)
- Steamy Dreams (1980)
- Swedish Erotica Film 1122 (1980)
- Swedish Erotica Film 415 (1980)
- Swedish Erotica Film 428 (1980)
- Ultra Flesh (1980)
- Watermelon Babes (1980)
- 8 to 4 (1981)
- Aunt Peg Goes Hollywood (1981)
- Best of Richard Rank 1 (1981)
- Blazing Redheads (1981)
- Diamond Collection 27 (1981)
- Fantasy Factor (1981)
- Filthy Rich (1981)
- Lips (1981)
- Seductress (1981)
- Skintight (1981)
- Sui marciapiedi di New York (Amanda by Night, 1981)
- Swedish Erotica 28 (1981)
- Swedish Erotica 29 (1981)
- Swedish Erotica 31 (1981)
- Swedish Erotica 32 (1981)
- Swedish Erotica 33 (1981)
- Swedish Erotica 36 (1981)
- Swedish Erotica 38 (1981)
- Swedish Erotica 41 (1981)
- Swedish Erotica Film 421 (1981)
- Touch Me in the Morning (1981)
- Trashi (1981)
- 1001 Erotic Nights (1982)
- Blonde Next Door (1982)
- Brief Affair (1982)
- Center Spread Girls (1982)
- Collection 1 (1982)
- Collection 2 (1982)
- Every Which Way She Can (1982)
- Fox Holes (1982)
- Girl From S.E.X. (1982)
- I Like To Watch (1982)
- Inspirations (1982)
- It's Called Murder Baby (1982)
- Luscious (1982)
- Memphis Cathouse Blues (1982)
- Never Enough (1982)
- Oui Girls (1982)
- Sorority Sweethearts (1982)
- Summer of '72 (1982)
- Swedish Erotica 42 (1982)
- Swedish Erotica 43 (1982)
- Swedish Erotica 44 (1982)
- That's my Daughter (1982)
- Le sexy infermiere (Up 'n' Coming), regia di Stu Segall (1983)
- Babylon Gold (1983)
- Bad Girl (1983)
- Bodies in Heat 1 (1983)
- Collection 3 (1983)
- Dixie Ray Hollywood Star (1983)
- Mascara (1983)
- Moments Of Love (1983)
- Personal Touch 3 (1983)
- Sexloose (1983)
- Swedish Erotica 45 (1983)
- Swedish Erotica 46 (1983)
- Swedish Erotica 47 (1983)
- Swedish Erotica Superstars Featuring Seka (1983)
- Wine Me, Dine Me, 69 Me (1983)
- All The Way In (1984)
- Behind the Scenes of an Adult Movie (1984)
- Black and White Affair (1984)
- Blacks and Blondes 9 (1984)
- Blue Ribbon Blue (1984)
- Bound And Punished (1984)
- Can't Stop Coming (1984)
- Chocolate Cream (1984)
- Collection 5 (1984)
- Cupid's Arrow (1984)
- Diamond Collection 60 (1984)
- Diamond Collection Film 327 (1984)
- Diamond Collection Film 331 (1984)
- Forbidden Fantasies (1984)
- Ginger (1984)
- Girls That Love Girls (1984)
- Glamour Girl 1 (1984)
- Glamour Girl 3 (1984)
- Golden Girls Film 192 (1984)
- Golden Girls Film 208 (1984)
- Joys of Erotica (1984)
- Joys of Erotica 107 (1984)
- Miss Passion (1984)
- Night Magic (1984)
- Other Side of Lianna (1984)
- Passion Play (1984)
- Penetration 1 (1984)
- Penetration 2 (1984)
- Pleasure Productions 6 (1984)
- Raw Talent 1 (1984)
- Rebecca's (1984)
- Scared Stiff (1984)
- Seka Story (1984)
- Springtime in the Rockies (1984)
- Sulka's Daughter (1984)
- Too Naughty to Say No (1984)
- Untamed Desires (1984)
- Beverly Hills Exposed (1985)
- Big Busty 5 (1985)
- Big Melons 4 (1985)
- Diamond Collection 65 (1985)
- Erotic Fantasies: John Leslie (1985)
- Flaming Tongues 1 (1985)
- Huge Bras 3 (1985)
- I Dream of Ginger (1985)
- Physical 2 (1985)
- Scandal In The Mansion (1985)
- Squalor Motel (1985)
- Swinging Shift (1985)
- Vergini corpi frementi (Ten Little Maidens), regia di John Seeman (1985)
- With Love Annette (1985)
- With Love Loni (1985)
- Women in Love (1985)
- Best of John Leslie (1986)
- Beverly Hills Cox, regia di Paul Vatelli (1986)
- Big Melons 7 (1986)
- Diamond Collection 75 (1986)
- Diamond Collection 79 (1986)
- Midnight Zone (1986)
- Scandals: Tajia Rae (1986)
- Splashing (1986)
- Titty Committee (1986)
- Triple Header (1986)
- Trouble With Traci (1986)
- Untamed (1986)
- With Love Lisa (1986)
- Best of Diamond Collection 10 (1987)
- Blow-off (1987)
- Blue Vanities 3 (1987)
- Caught from Behind 7 (1987)
- Diamond Collection Double X 10 (1987)
- Legends of Porn 1 (1987)
- Star Cuts 79: Lisa DeLeeuw (1987)
- Best In Bed (1988)
- Best of Caught from Behind 2 (1988)
- Best of Diamond Collection 11 (1988)
- Big Melons 13 (1988)
- Big Melons 15 (1988)
- Blue Vanities 65 (1988)
- Blue Vanities 80 (1988)
- Erotic Starlets 23: Lisa DeLeeuw (1988)
- Forbidden Worlds (1988)
- Ginger Lynn Non-stop (1988)
- Only the Best of Breasts (1988)
- Only the Best of Oral (1988)
- Taste of the Best 3 (1988)
- Best of Caught from Behind 3 (1989)
- Mrs. Rodgers Neighborhood (1989)
- Sheer Haven (1989)
- Talk Dirty to Me 3 (new) (1989)
- Taste of Little Oral Annie (1989)
- Working Overtime (1989)
- Arrow's 80's Ladies 4 (1990)
- Big Melons 29 (1990)
- Pussypower 3 (1991)
- Best of Talk Dirty 1 (1992)
- Good the Bad and the D-Cups (1992)
- Swedish Erotica Hard 10 (1992)
- Swedish Erotica Hard 12 (1992)
- Blue Vanities 91 (1993)
- Blue Vanities S-534 (1993)
- Blue Vanities S-535 (1993)
- Christy Canyon vs Ginger Lynn: the Early Years (1993)
- Swedish Erotica Hard 14 (1993)
- Swedish Erotica Hard 19 (1993)
- Swedish Erotica Hard 23 (1993)
- Swedish Erotica Hard 24 (1993)
- Swedish Erotica Hard 33 (1993)
- Blue Vanities 105 (1994)
- Blue Vanities 176 (1994)
- Sure Thing (1994)
- Blue Vanities S-576 (1995)
- Girls on Girls (1995)
- Marathon (1995)
- Blue Vanities 278 (1996)
- Blue Vanities 282 (1996)
- Blue Vanities 277 (1997)
- Blue Vanities 292 (1998)
- Blue Vanities 323 (1999)
- Big Leagues (2000)
- Splatterhouse 8 (2002)
- Deep Inside Ginger Lynn (2003)
- Little Oral Annie Rides Again (2003)
- Seka's Oriental Massage (2003)
- Swedish Erotica 4Hr 10 (2003)
- Swedish Erotica 4Hr 16 (2003)
- Swedish Erotica 4Hr 17 (2003)
- Swedish Erotica 4Hr 21 (2003)
- Swedish Erotica 4Hr 3 (2003)
- Swedish Erotica 4Hr 4 (2003)
- Swedish Erotica 4Hr 5 (2003)
- Swedish Erotica 4Hr 6 (2003)
- Swedish Erotica 4Hr 8 (2003)
- Swedish Erotica 4Hr 9 (2003)
- Seka's Anal Ecstasy (2004)
- Strokin' to the Oldies: Seka (2004)
- Best of Amber Lynn (2005)
- Bridgette Monet Collection (2005)
- Depraved (2005)
- Diamond Collection 10 DVD (2005)
- Helga Sven: 40+ Bra Buster (2005)
- Lisa De Leeuw Collection (2005)
- Loni Sanders: Sweet Little Sexpot (2005)
- Rachel Ashley Collection (2005)
- Top Ten Natural Busty Porn Stars Of All Time (2005)
- Watermelon Babes (2005)
- Linda Shaw Collection (2006)
- XXX Bra Busters in the 1980's 2 (2006)
- Classic Bitches In Heat 3 (2007)
- Kathy Harcourt Collection (2007)
- Latin Heat (2007)
- Ron Jeremy Screws the Stars (2007)
- Swedish Erotica 102 (2007)
- Swedish Erotica 81 (new) (2007)
- XXX Bra Busters in the 1970's 2 (2007)
- Ginger Lynn: The Queen Of Erotica (2008)
- Original Boogie Knight (2008)
- Battle of the Superstars: Annette Haven vs. Bridgette Monet (2009)
- Battle of the Superstars: Ginger Lynn vs. Nina Hartley (2009)
- Battle of the Superstars: Lisa De Leeuw vs. Sharon Mitchell (2009)
- Battle of the Superstars: Veronica Hart vs. Rhonda Jo Petty (2009)
- Ladies In Love (2010)
- Suzie's Super Knockers (2010)
- Lisa De Leeuw's Porn Players (2011)
- Classic Outdoor Whores Do It Wild Style (2012)
- Freckles (2012)
- How's Your Bush (2012)
- John Holmes: Lets Fool Around (2012)
- Rub A Dub Dub Retro Sluts In A Tub (2012)
- Throw Back Muff Munchers Dine In (2012)
- 80's Ladies (2013)
- Black Leather Sluts (2013)
- Chubby Chicks Need Cock Too (2013)
- Now Thats How You Orgy (2013)
- Redhead Tag Team Shanna McCullough and Lisa Deleeuw (2013)
- Splat On The Cum Canvas Classic Facials (2013)
- Whores Of Yore (2013)
- Porn Royalty: Seka (2014)
- Retro Babes Love Dick (2014)
- Take 'Em All In (2014)
- Take Em All In (2014)
- VHS Vixens: The Wet 80's (2014)
- Classic Redheads (2015)
- Thick N' Curvy Classics (2015)